# Javasporrgök
Javasporrgök (Centropus nigrorufus) är en fågel i familjen gökar inom ordningen gökfåglar.

## Utseende
Javasporrgöken är en medelstor (46 cm), våtmarkslevande sporrgök. Vuxna fåglar är glansigt svarta ovan och under, på manteln i purpur. Vingarna är rostbruna med svartaktiga spetsar på vingpennor och övre vingtäckare. Den långa stjärten är svart, liksom näbb och fötter, medan ögat är rött. Mindre sporrgök är just mindre, med mörkbrunt öga och mattare rostbrunt, medan orientsporrgök är större med rostbrunt även på manteln. Lätet har inte beskrivits, men tros vara en serie med ihåliga toner likt många andra sporrgökar.

## Utbredning och systematik
Fågeln förekommer enbart i låglänta områden på Java. Den behandlas som monotypisk, det vill säga att den inte delas in i några underarter.

## Levnadssätt
Javasporrgöken är stannfågel i mangroveträsk och liknande kustnära våtmarker, framför allt med inslag av Acrostichium, Saccharum, Imperata och Nypa. Den förekommer även i sötvatten och i buskmarker intill brackvattenträsk. I mer uppvuxen miljö, som i stånd av Rhizophora och Bruguiera, ersätts den dock av orientsporrgöken. Den har också påträffats i teakskog och i inlandet. I jordbruksområden har den observerats födosöka nybildade riskorn.

## Status
Javasporrgöken har en liten världspopulation som uppskattas till under 10 000 vuxna individer. Den tros också minska i antal till följd av habitatförstörelse och fångst. Arten är därför upptagen på IUCN:s röda lista över hotade arter, där listad som sårbar (VU).